# Striglina bifida
Striglina bifida är en fjärilsart som beskrevs av Chu och Wang 1991. Striglina bifida ingår i släktet Striglina och familjen Thyrididae. Inga underarter finns listade i Catalogue of Life.